# Maria Augusta Rodrigues
Maria Augusta Rodrigues, conocida públicamente como Maria Augusta (Río de Janeiro, 23 de enero de 1942 - Río de Janeiro, 11 de julio de 2025) es una carnavalesca brasileña. Es famosa en el carnaval carioca por haber producido desfiles antológicos, principalmente con las escuelas de samba Salgueiro y União da Ilha con las que se ganó un sitio entre los grandes nombres del carnaval. También fue comentarista en medios de comunicación y hoy es una de las jurados del trofeo Estandarte de Ouro.